# Heavy Metal Kings
Albums par Ill Bill
Kill Devil Hills
(2010) The Grimy Awards
(2013)
Albums par Vinnie Paz
Season of the Assassin
(2010) Violence Begets Violence
(2011)
Heavy Metal Kings est un album collaboratif d'Ill Bill et Vinnie Paz, sorti le 5 avril 2011. 

## Liste des titres
| No  | Titre                                                            | Contient un (des) sample(s) de                                                                                 | Durée |
| --- | ---------------------------------------------------------------- | --- | ----- |
| 1.  | Keeper of the Seven Keys                                         | 260 de Ghostface Killah featuring Raekwon                                                                      | 3:03  |
| 2.  | Eye Is the King                                                  | N.I.G.G.E.R de Nas                                                                                             | 3:02  |
| 3.  | Impaled Nazarene                                                 | Ego Tha Sou Milo de Georges Dalaras                                                                            | 3:05  |
| 4.  | Children of God                                                  | | 2:49  |
| 5.  | Blood Meridian                                                   | ABC de Prodigy                                                                                                 | 2:45  |
| 6.  | Oath of the Goat                                                 | Higurashi No Naku Koro Ni - Main Theme d'Eiko Shimamiya                                                        | 3:15  |
| 7.  | King Diamond                                                     | Cauchemar en Lombardie de Jean Vallée et Yvon Ouazana                                                          | 3:10  |
| 8.  | The Vice of Killing (featuring Reef the Lost Cauze et Sabac Red) | I'm a Goon d'Ill Bill                                                                                          | 5:06  |
| 9.  | Devil's Rebels (featuring Crypt the Warchild)                    | | 3:25  |
| 10. | Age of Quarrel                                                   | | 2:38  |
| 11. | Metal in Your Mouth (featuring Q-Unique et Slaine)               | Give Up the Goods (Just Step) de Mobb Deep Metal Lungies de Ghostface Killah featuring Styles P et Sheek Louch | 2:45  |
| 12. | Terror Network                                                   | Milleniums of Murder de DJ Muggs et Ill Bill                                                                   | 2:55  |
| 13. | Leviathan (The Spell of Kingu)                                   | | 3:06  |
| 14. | The Crown Is Mine                                                | Bourée de Trace Figure 4 de Sean Price                                                                         | 3:17  |
| 15. | Splatterfest                                                     | Rjuken Sabotage de Michael Giacchino                                                                           | 2:57  |
| 16. | The Final Call                                                   | | 3:26  |

| 17. | Blood Meridian (Ill Bill Remix) | 3:02 |

| 18. | Santa Sangre | 3:02 |